# Јерко Јеша Денегри
Јерко Јеша Денегри (Сплит, 5. септембар 1936) југословенски и српски је историчар уметности и ликовни критичар.

## Биографија
Јерко Денегри је дипломирао на Филозофском факултету у Београду на групи за Историју уметности. Био је кустос у Музеју савремене уметности у Београду од 1965. до 1991. и редовни професор на Филозофском факултету у Београду од 1991. до 2007. на групи за Историју уметности. Написао је преко 3000 теоријских текстова, есеја, критика о модерној, савременој и актуелној уметности у дневној, недељној и месечној периодици као и у специјализованим часописима. Аутор је великог броја изложби југословенског и српског ликовног и визуелног стваралаштва као и монографија и предговора каталога о њиховим најзначајнијим протагонистима. Био је југословенски комесар на Бијеналу младих у Паризу, и Бијеналу у Венецији. 
Покренуо је и био уредник или главни уредник неколико стручних часописа: Уметност (Београд), Архитектура-урбанизам (Београд), Момент (Горњи Милановац-Београд), Пројека(р)т (Нови Сад) и др. 
Најпознатији је теоретичар, историчар и критичар концептуалне уметности у Србији и некадашњој Југославији.
Члан је Међународног удружења уметничких критичара AICA.

## Одабрана дела
- EXAT-51, (коаутор), Galerija Nova, Загреб, 1979
- , 2. , Сплит, 1985
- Педесете: Теме српске уметности, Светови, Нови Сад, 1993
- Фрагменти, Светови, Нови Сад, 1994
- Шездесете: Теме српске уметности, Светови, Нови Сад, 1995
- Седамдесете: Теме српске уметности, Светови, Нови Сад, 1996
- Фрагменти постмодерног плурализма, Београдска уметничка сцена осамдесетих и почетка, деведесетих, CICERO, Београд, 1997
- Осамдесете: Теме српске уметности, Светови, Нови Сад, 1997
- Једна могућа историја модерне уметности, Београд као интернационална уметничка сцена 1965-1998, Друштво историчара уметности Србије, Београд, 1998
- Деведесете: Теме српске уметности, Светови, Нови Сад, 1999
- , -  51 и Нове тенденције, Horetzky, Загреб, 2000
- Студентски културни центар као уметничка сцена, СКЦ, Београд, 2003
- , , Загреб, 2003
- Опстанак уметности у времену кризе, CICERO, Београд, 2004
- , Загреб, 2004
- , Копер, Пиран, 2004
- Прилози за другу линију 2. Мацура, Београд и Topy, Загреб, 2005
- Уметничка критика у другој половини XX века, Светови, Нови Сад, 2006
- Разлози за другу линију - За нову уметност седамдесетих, Судац, Музеј савремене уметности Војводине, Нови Сад, 2007
- Европски контексти уметности XX века у Војводини, (коаутор), Музеј савремене уметности Војводине, Нови Сад, 2008
- Једна могућа историја модерне уметности (друго допуњено издање), Сигнатуре, БИГЗ и Музеј савремене уметности, Београд, 2008
- Теме српске уметности 1945-1970 - Од социјалистичког реализма до кинетичке уметности, Вујичић колекција, TOPY, Београд, 2009
- Радомир Дамнјановић Дамнјан - Ретроспектива 1965 - 2018, Дела из Колекције Трајковић, (Фондација Колекција Трајкопвић) (2018)
- Теме српске уметности - Српска уметност 1950 - 2000, треће проширено и допуњено издање, "Фондација Колекција Трајковић", (Београд) (2019)

## Монографије (избор)
- Вера Божичковић Поповић, (коаутор), , Београд, 1994
- Миодраг Б. Протић, (koautor) Clio, Београд, 2002
- Томислав Готовац, Филмски савез Хрватске, Загреб, 2003
- Олга Јеврић, Topy и Војноиздавачки завод, Београд, 2005
- Иван Кожарић, Матица хрватска, Сисак, 2006
- Мариј Прегељ 1957-1967, Артес, Копер, Пиран, 2007
- Јурај Добровић, DAF, Загреб, 2007
- Ана Бешлић, (ко-аутор), , Београд, 2008
- Александар Срнец, Судац, Загреб, 2008
- Херман Гвардјанчич, Љубљана, 2008
- Деан Јокановић Тоумин, DAF, Загреб, 2009
- Радомир Дамњан, Вујичић Колекција, Београд, 2010

## Студије (избор)
- Аспекти и алтернативе послератних покрета од енформела до сиромашне уметности, Уметност, 2, Београд, 1970, стр. 43-52
- Примери концептуалне уметности у Југославији, (коаутор), Музеј савремене уметности, Београд, 1971
- Примјери концептуалне умјетности у Југославији, Живот умјетности, 15-16, Загреб, 1971, стр. 147-152
- Лазар Трифуновић као критичар и историчар београдског енформела, Зборник Народног музеја, Београд, 1994, стр. 249, 263
- Стратегије деведесетих: једна критичка позиција, (коаутор) Clio, Београд, 1998, стр. 220-226
- Критика у тексту и критика на делу, Трећи програм Радио Београда, 145, I/2010, Београд, 2010, стр. 284-292

## Приредио (избор)
- , , Загреб, 2003

## Изложбе (избор)
- Нова уметност у Србији 1970-1980 - појединци, групе, појаве, (коаутор), Музеј савремене уметности, Београд, Галерија сувремене умјетности, Загреб, Галерија уметности, Приштина, 1983
- Уметност осамдесетих, (коаутор), Музеј савремене уметности, Београд, 1983

## Награде
- 2000. Награда за животно дело Националног центра за фотографију
- 2010. Награда Лазар Трифуновић
- 2013. Награда Сава Шумановић[1]
- 2021. Награда „Сретен Марић”[2]